# 成克傑
成克傑（せいこくけつ、1933年11月13日 - 2000年9月14日）は、中華人民共和国の政治家。広西チワン族自治区上林生まれ。チワン族。

## 経歴
北京鉄道学院で学んだ後、地元広西で鉄道工作に従事。86年に広西チワン族自治区副主席、89年に自治区党委副書記、副主席、90年自治区主席代理、主席。第14期中央委員。98年から全人代副委員長。
2000年4月20日、中央規律検査委員会は成克傑が重大な規律違反をしていたことによる党籍剥奪を発表、また広西チワン族自治区に全人代代表の資格を停止、全人代には常務委員会副委員長を罷免するよう提案、翌日全職務停止。7月31日、北京市第一中級人民法廷は一審の公開判決を下し、収賄罪で死刑判決を言い渡した。広西チワン族自治区党委副書記、同自治区政府主席だった1992年から98年の間職務上の権限を利用して、愛人の李平と共謀して4000万元の賄賂を受け取ったとされた。8月22日控訴棄却、9月14日死刑執行。
中共政権における腐敗の最たる象徴とされ、スケープゴートとして有無を言わせないスピードで処分された。任期中好調だった広西経済は、解任後落ち込んでいる。